# زيراح فرهابتيغ

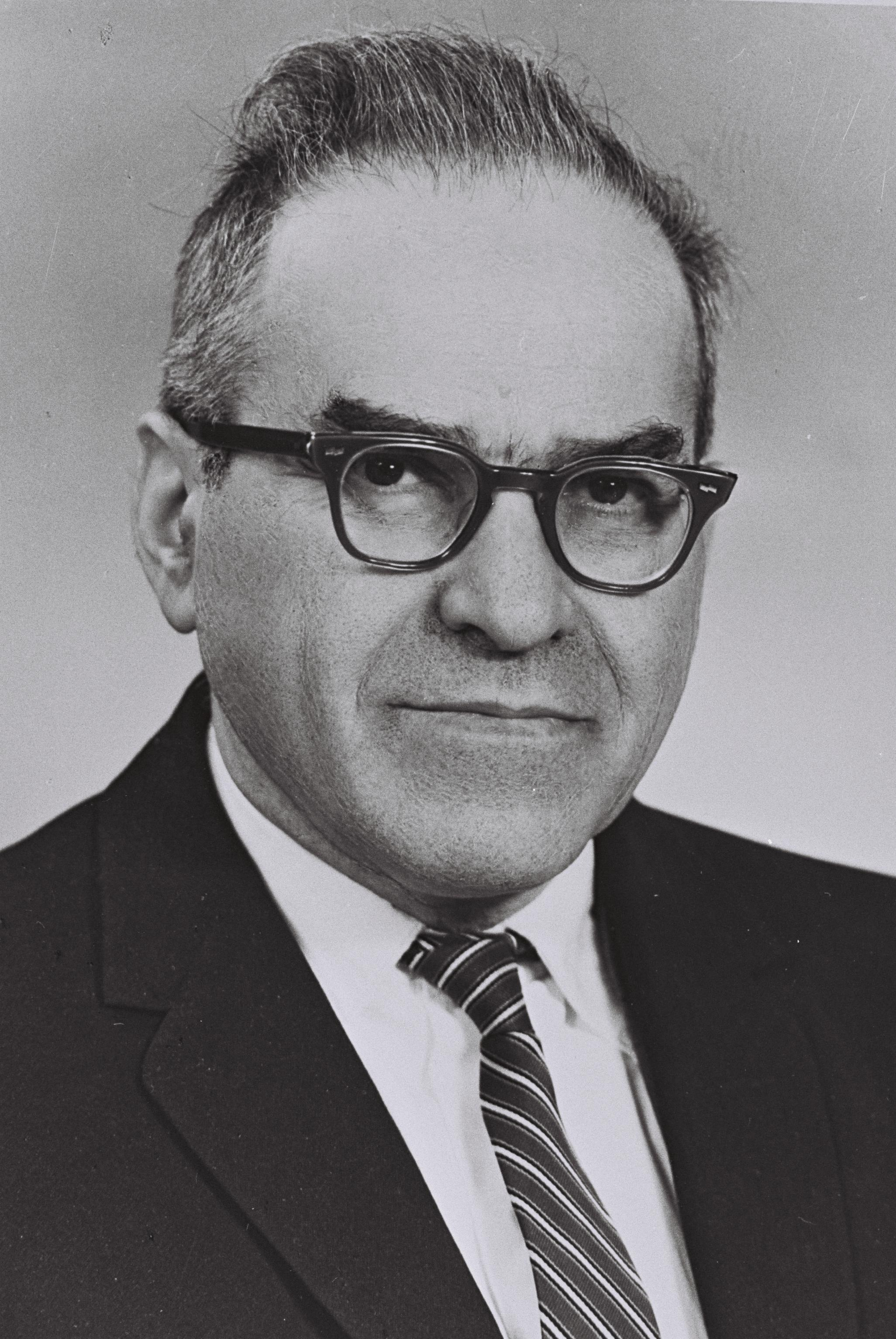
زيراح فرهابتيغ

زيراح فرهابتيغ (بالعبرية: זרח ורהפטיג‏) (2 فبراير 1906 - 26 سبتمبر 2002) كان محام إسرائيلي وسياسي وكان أحد الموقعين على إعلان استقلال إسرائيل.

## روابط خارجية
- زيراح فرهابتيغ على الموقع الإلكتروني للكنيست